# Tolvfors kraftverk
Tolvfors kraftverk är det sjätte kraftverket i Gavleån, beläget i Tolvfors i utkanten av Gävle. Kraftverket byggdes för Gävle stads elverk och togs i bruk den 18 mars 1926 som ett av de första fjärrstyrda vattenkraftverken i landet. 1987 restaurerades dammen och kraftverksluckorna byttes ut.
Huvudbyggnaden, byggd i 1920-talsklassicism och med drag av ett grekiskt tempel, är en av de mer genomarbetade kraftverksfasaderna i Sverige.